# 90 mm Gun M1/M2/M3
De 90 mm Gun M1/M2/M3 was een Amerikaanse zware anti-lucht en -tank kanon, vergelijkbaar met de Duitse 8,8 cm. Het kanon had een kaliber van 90 mm en de loop een lengte van 4,6 meter (53 kalibers). 
De 90 mm Gun was vanaf het begin van de Tweede Wereldoorlog tot in de jaren 50 het primaire anti-lucht kanon, waarna ze met geleidende raket systemen werden vervangen. Als tankkanon werd het gebruikt op de M36 Jackson en de M26 Pershing als primair wapen, alsook op enkele naoorlogse tanks. Tevens werd het wapen tussen 1943 en 1946 gebruikt als kustverdedigingswapen bij de Coast Artillery Corps van de Verenigde staten.

## Varianten

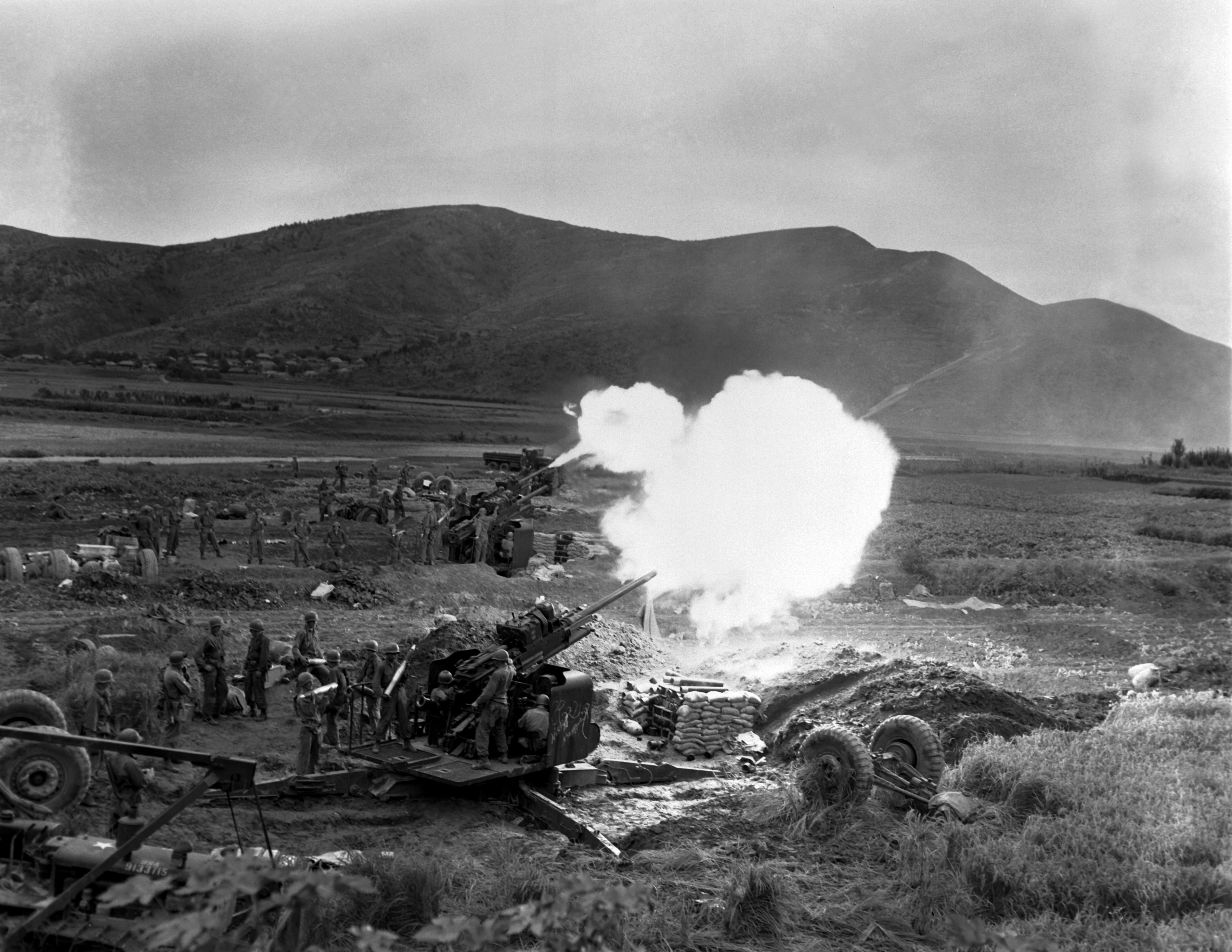
90 mm Gun M2, hier in Korea

### M1
- Ongemotoriseerd anti-lucht kanon. Werd in 1940 in dienst genomen.
- Werd op een M3 mount gemonteerd voor de Coast Artillery.

### M1A1
Ongemotoriseerd anti-lucht kanon. Productie begon in 1940. Het was uitgerust met een M8A1 spring rammer. Het had een vuursnelheid van 20 schoten per minuut.

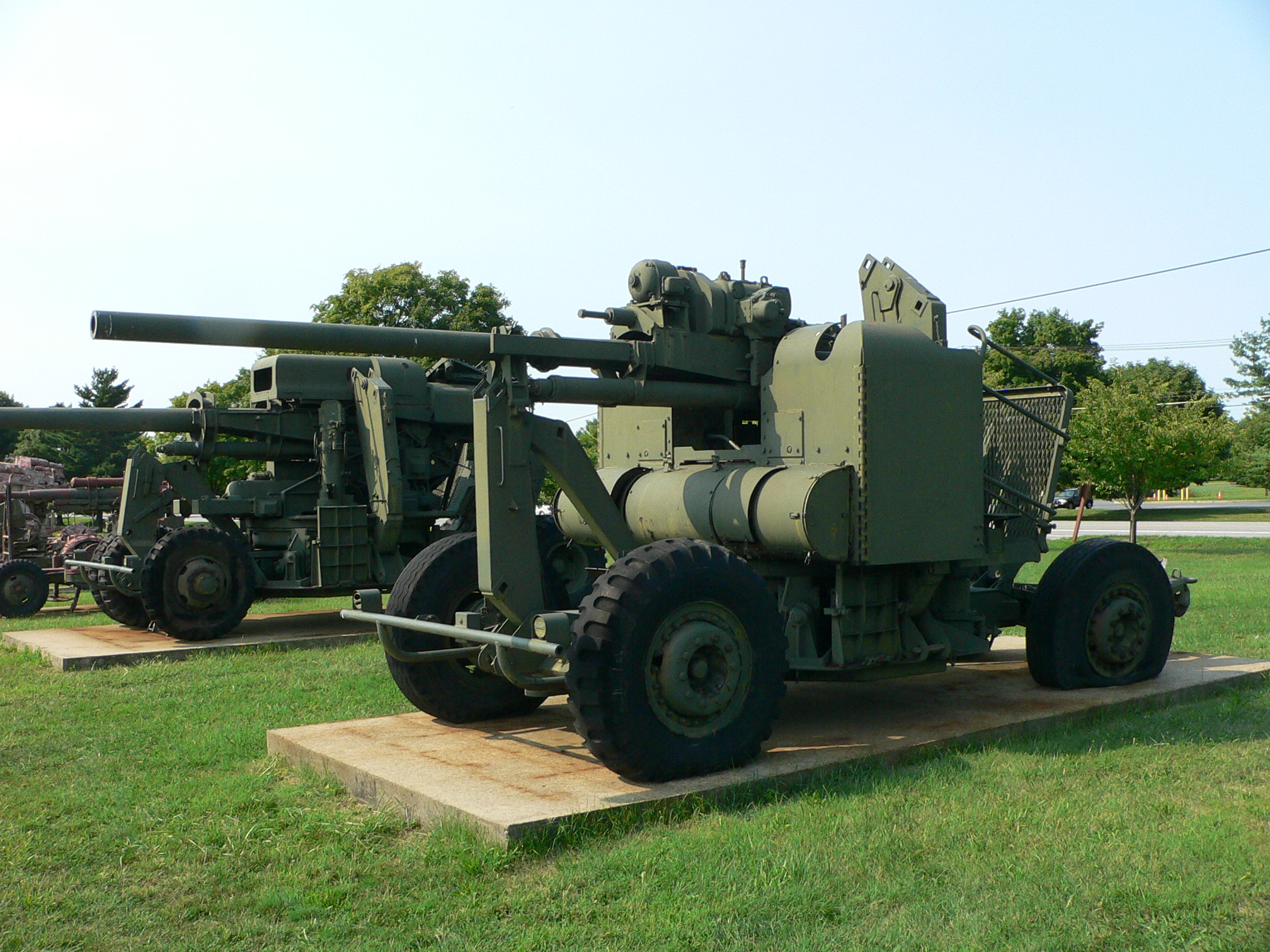
M2 in het United States Army Ordnance Museum

### M2
Een compleet nieuw ontwerp die het in staat stelde om te worden gebruikt als anti-tank kanon alsook anti-lucht kanon. De munitietoevoer werd verbeterd en een M20 Automatic Fuze Setter/Rammer toegevoegd. Dit stelde het kanon in staat vuursnelheden van 24 schoten per minuut te bereiken. Elevatie werd verbeterd waardoor het kanon tot -10 graden kon dalen. Ook werd er een metaal schild aangebracht om de bemanning te beschermen. De M2 werd de standaard op mei 1943. Het nieuwe model kon vanaf zijn wielen vuurklaar worden gemaakt in drie minuten en in zeven minuten wanneer het vanaf zijn wielen werd gehaald. In 1944 kreeg het kanon proximity fused shells tot zijn beschikking.

### M3
Een tank/anti-tank variant. Het werd gebruikt op de M36 Jackson en de M26 Pershing. Het stond ook bekend als de 90 mm L/53.

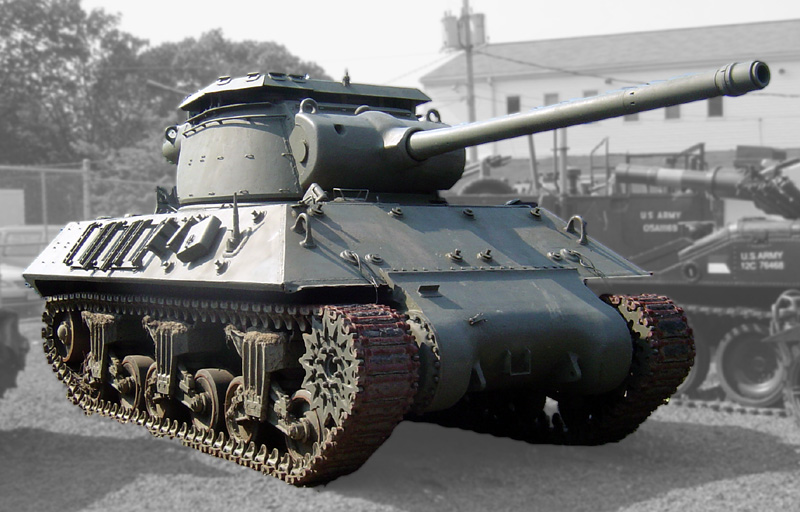
Een M36 Jackson met de 90 mm

### M3A1
M3 gun met een mondingsrem, gebruikt op de M46 Patton.

#### M3 munitie
- M71 HE - 10,56 kg
- M77 AP - 10,61 kg
- M82 APC - 10,94 kg